# 霧の国
『霧の国』（きりのくに、英: The Land of Mist）は、1926年に出版されたイギリスの作家アーサー・コナン・ドイルの小説。
チャレンジャー教授シリーズの物語であるが、その娘のイーニッドと古い友人であるエドワード・マローンに焦点があてられている。『失われた世界』や『毒ガス帯』にも登場する、もう1人の友人ジョン・ロクストン卿も小説の後半に登場する。本作中では既に老齢で亡くなっているサマリー教授は、メディアから（チャレンジャー教授の大いなる憤悶と共に）言及されている。

## ストーリー
毒ガス帯事件から数年後。チャレンジャー夫人とサマリー教授は亡くなっていたが、それまでシリーズで言及されていなかった娘のイーニッドが登場する。チャレンジャー教授は交霊会やその他の超常現象を懐疑論者の立場で調査を始め、山師の欺瞞を暴くという立場をとっていた。この目的のために友人のエドワード・マローンとジョン・ロクストン卿を交霊会に潜入させ、霊媒師を詐欺師として糾弾する。
しかし最後にイーニッド・チャレンジャーが霊媒師としての資質を開花させ、死後の世界から父親に他人には知り得ない個人的なメッセージを伝える。チャレンジャーは死んだ妻の顕現を目撃した後、この現象は現実であり、死後の世界は実在するという結論に達する。最後にチャレンジャーは、これが人類の歴史上で最も重要な突破口であると結論付ける。

## スピリチュアリズム
第一次世界大戦で息子、兄弟、2人の甥を失ったドイルのスピリチュアリズムに対する傾注に大きく影響され、本作はエドワード・マローンの職業的関心から、後のスピリチュアリズムへの個人的な興味へとスポットを当てていく。
第2章では、第一次世界大戦における「1,000万人の若者」の死は人類が死後の世界の存在を一笑に伏したことによる、「中央の叡智」（即ち神）から下された罰であったとの示唆がある。

## 日本語訳書
- 『霧の世界』 横溝正史訳、改造社、ドイル全集 第5巻（世界文学大全集）に収録、1933年
  - 『霧の世界』 横溝正史訳、本の友社、コナン・ドイル全集 第5巻（復刻版）に収録、2005年、全国書誌番号:20998395
- 『霧の国』 龍口直太郎訳、東京創元社 (創元SF文庫)、1971年、ISBN 978-4488608040